# Archaeocyon
Archaeocyon (en llatí, ‘gos antic’) és un cànid extint de la família dels borofagins. Visqué durant l'Oligocè a Nebraska, Califòrnia, Oregon, Dakota del Sud, Dakota del Nord, Wyoming i Montana.